# Diaspasis filifolia
Diaspasis es un género monotípico de plantas fanerógamas perteneciente a la familia Goodeniaceae. Su única especie: Diaspasis filifolia R.Br., es originaria de Australia. 

## Descripción
Es una planta erecta o en expansión, perenne y delgada, con forma de hierba o arbusto, que alcanza un tamaño de 0,15-0,5 (-0.8) m de alto. Las flores son de color blanco / rosa / púrpura, y se producen en septiembre-diciembre o enero-febrero o mayo en suelos arenosos o arcillosos, en pantanos y zonas estacionalmente húmedas de Australia Occidental.

## Taxonomía
Diaspasis filifolia fue descrita por  Robert Brown y publicado en Prodromus Florae Novae Hollandiae 587. 1810.
Sinonimia
- Goodenia glandulifera de Vriese
- Scaevola clandestina F.Muell.[3]